# 후시미모모야마역
후시미모모야마역(일본어: 伏見桃山駅)은 일본 교토부 교토시 후시미구에 위치한 게이한 전기철도 게이한 본선의 역이다. 역 번호는 KH29이다.

## 역 구조
상대식 승강장 2면 2선의 지평역에서 개찰구와 대합실은 지하에 위치하고 있다.

### 승강장
| 번호 | 노선          | 방향 | 행선                                               |
| ---- | ------------- | ---- | -------------------------------------------------- |
| 1    | ■ 게이한 본선 | 상행 | 단바바시・산조・데마치야나기 방면                  |
| 2    | ■ 게이한 본선 | 하행 | 히라카타시・교바시・요도야바시・나카노시마 선 방면 |

## 이용 현황
| 연도   | 하차 인원 | 승차 인원 |
| ------ | --------- | --------- |
| 2007년 | 11,474    | 5,519     |
| 2008년 | 11,191    | 5,474     |
| 2009년 | 11,655    | 5,732     |
| 2010년 | 11,477    | 5,668     |
| 2011년 | 11,375    | 5,541     |
| 2012년 | 11,728    | 5,726     |
| 2013년 | 11,315    | 5,732     |
| 2014년 | 10,927    | 5,578     |
| 2015년 | 11,737    | 5,784     |

## 역 주변
100m정도 동쪽에는 긴테쓰 교토 선의 모모야마고료마에 역(급행과 준급행이 정차)이 있으며 두 노선의 공식 환승역은 인근의 단바바시 역이다.
- 후시미모모야마 릉(메이지 천황의 무덤, 모모야마 미사사기)
- 노기 신사
- 데라다야
- 후시미성 운동 공원
- 마쓰모토 주조
- 월계관 오쿠라 기념관
- 미쓰이스미토모 은행 후시미 지점
- 미즈호 은행 후시미 지점
- 교토 은행 후시미 지점
- 미쓰비시도쿄UFJ은행 후시미 지점
- 후시미 구청
- 교토 교마치 우체국
- 헬로우 워크 후시미(후시미 공공 직업 안정소)
- 국도 제24호선
- 후시미 오테스지 상가
  - 교토 부 적십자 혈액 센터
- 모모야마역 - 약 600m 동쪽
- 히가시혼간지 후시미 별원
- 교토 거실 에프엠

## 인접역
| 게이한 전기철도 ■ 게이한 본선 | 게이한 전기철도 ■ 게이한 본선                  | 게이한 전기철도 ■ 게이한 본선    |
| ----------------------------- | ---------------------------------------------- | -------------------------------- |
| KH28 주쇼지마 요도야바시 방면 | ■ 통근 준특급 (평일 하행 운전) ■ 준특급 ■ 보통 | 단바바시 KH 30 데마치야나기 방면 |